# Möller von Möllerstein

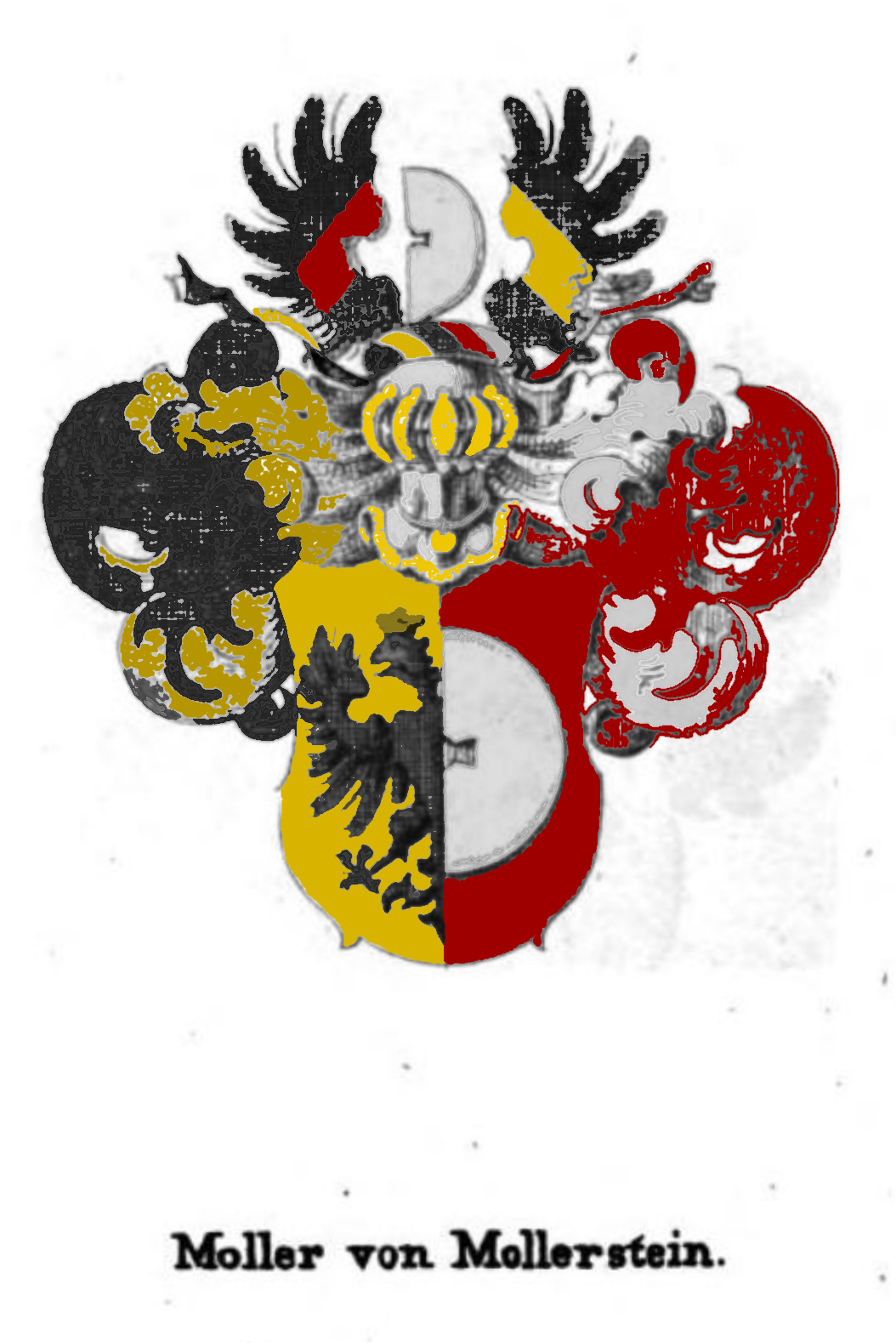

Möller von Möllerstein (auch Moller von Mollerstein) war ein aus Görlitz stammendes Adelsgeschlecht, das sich zunächst durch „große Verdienste“ im Türkenkrieg Mitte des 16. Jahrhunderts einen Namen machte und dann „zu hohen Würden“ beim Görlitzer Magistrat aufstieg. Es stellte mehrere Bürgermeister dieser Stadt. 1781 bzw. 1788 starben die verbliebenen zwei Linien des Geschlechts aus.

## Geschichte
Die Geschichte beginnt bei Martin und Ambrosius, die von Kaiser Maximilian II. am 1. August 1570 wegen ihrer „große[n] Verdienste“ im Türkenkrieg zu Rittern geschlagen wurden.
Von ihnen stammten einige Staatsbedienstete in Görlitz ab, so der Senator (1598) und Schöffe (1603) Heinrich Moller von Mollerstein und die Bürgermeister Wigand Möller von Möllerstein (Bürgermeister: 1625, 1629 und 1635. gest. 1637), Christian Möller von Möllerstein (Wigands Sohn; * 29. März 1619; Bürgermeister: 1668 und 1672; gest. 29. März 1675) Christian Möller von Möllerstein (Christians Sohn; * 29. Januar 1654; Bürgermeister: 1713; gest. 27. Juni 1723).
Leopold Freiherr von Zedlitz erwähnt noch einen Enkel Wigands namens Wiegand Gottlob, der 1723 als Görlitzer Bürgermeister gestorben sei.
Das Geschlecht erlosch 1781 mit Andreas Christian Möller von Möllerstein bzw. am 9. April 1788 mit Karl Gottlob Möller von Möllerstein.

## Wappen
Gespalten: Auf der linken Hälfte (heraldisch vorne) in gold ein schwarzer gekrönter Adler und auf der rechten Hälfte (heraldisch hinten) ein halber Mühlenstein, jeweils am Spalt. Über dem Wappen (Kleinod) auf schwarz-golden-schwarz-rot-silbern-rotem Bunde ein offener schwarzer Flug, links mit rotem Schräglinksbalken und rechts (heraldisch links) mit goldenem Schrägrechtsbalken (heraldisch: Schräglinksbalken). Dazwischen der halbe Mühlenstein. Helmdecken schwarz-golden und rot-silbern.